# Vulpes rueppellii
El zorro de Rüppell (Vulpes rueppellii), también llamado zorro de arena, es una especie de mamífero carnívoro de la familia Canidae que habita en el norte de África y en Asia Occidental, desde Marruecos y el Sahel hasta las montañas de Afganistán. Su nombre específico se dio en honor al naturalista alemán Eduard Rüppell.

## Descripción
El zorro de Rüppell, de adulto, mide entre 40 y 52 cm de largo, y tiene un promedio de 1,7 kg de peso. Es un cánido muy pequeño y considerablemente más pequeño que el zorro común (V. vulpes). El zorro de Rüppell tiene un color rubio rojizo, un parche negro sobre el hocico, y la cola terminada en punta negra. Tiene pelo sobre las almohadillas de los pies, lo que probablemente le ayuda a distribuir su peso y movilizarse más fácilmente sobre la arena, y evita que la arena caliente le queme los pies. De manera similar a los demás zorros que habitan el desierto, tiene pabellones auriculares enormes, para enfriarse. La cola es larga y peluda. Estas características lo asemejan al fénec (Vulpes zerda).
Tiene una expectativa de vida de hasta 7 años en la naturaleza, pero puede vivir mucho más tiempo en cautiverio.

## Comportamiento

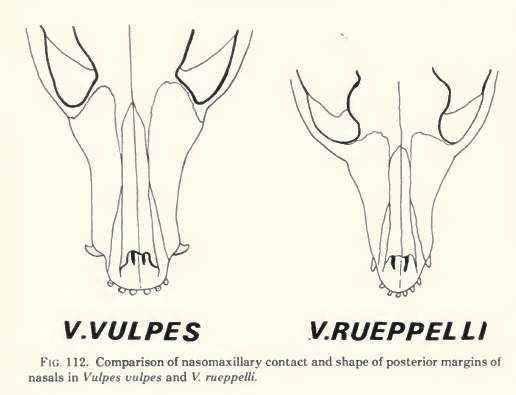
Comparación del cráneo de un zorro común (izquierda) y un zorro de Rüppell.

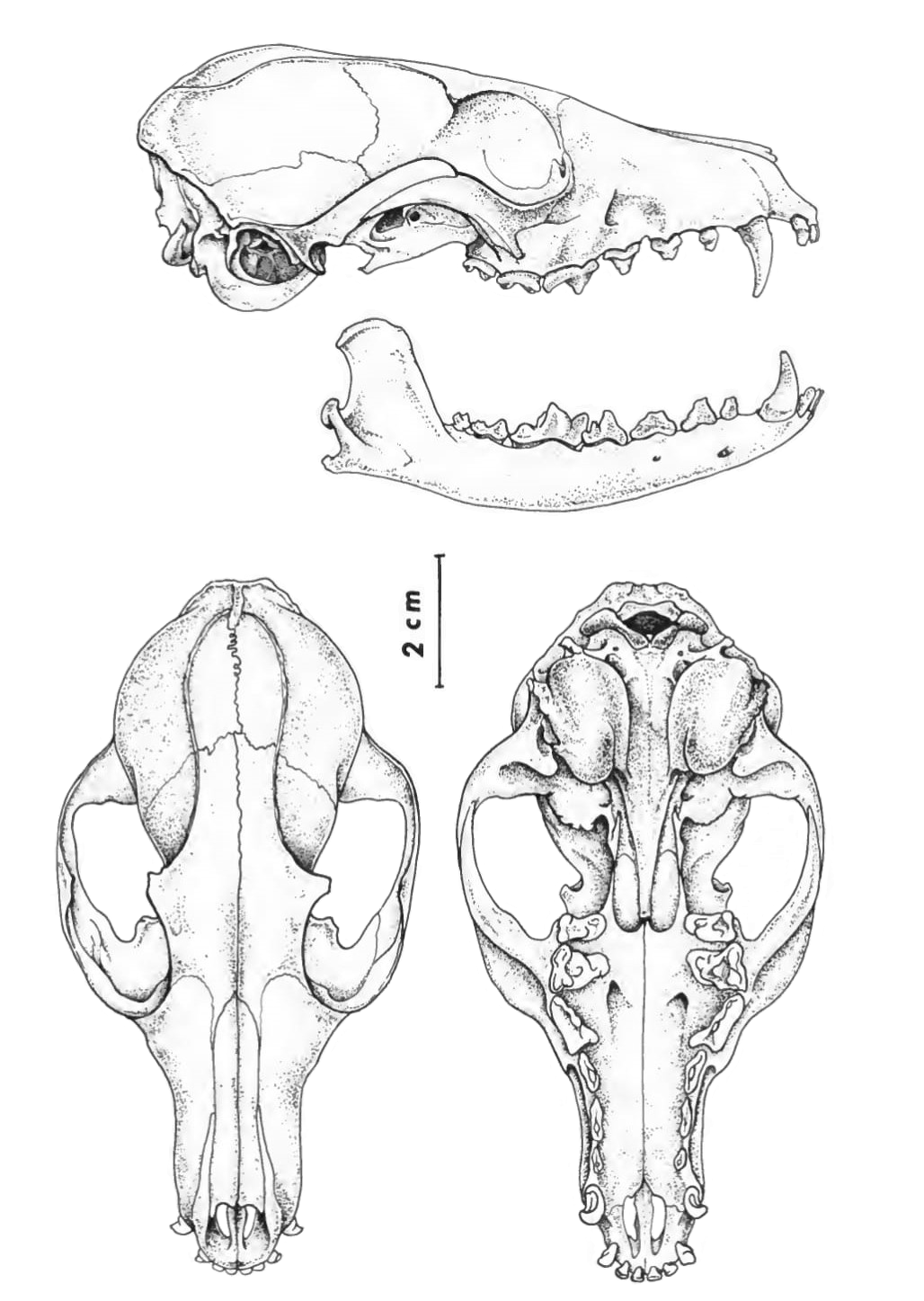
Cráneo de zorro de Rüppell.

El zorro de Rüppell utiliza sus glándulas odoríferas para muchos fines: las usa para marcar su territorio o para rociar a visitantes indeseables y predadores, de forma similar a un zorrillo. La hembra usa dichas glándulas para marcar la guarida de sus crías. El zorro de Rüppell también usa sus glándulas odoríferas para saludar a los demás individuos. Además, puede ladrar de forma similar a un perro.
Durante la temporada de apareamiento, el zorro de Rüppell viaja en grupos monógamos (un macho y una hembra), pero se han reportado movimientos en grupos familiares de 3 a 15 individuos después de esta temporada. Un solo animal ocupa alrededor de 50 a 69 km² de territorio; se cree que el territorio de los machos es más grande que el de las hembras. Este zorro es nocturno y gregario. Cambia de guarida con frecuencia y la abandona si percibe un peligro en las inmediaciones; la mayoría de estas guaridas son excavadas debajo de rocas y árboles.
El zorro de Rüppell fue confinado a su hábitat en el desierto debido a la competencia con su pariente más grande, el zorro común. Sus únicos depredadores son el águila esteparia (Aquila nipalensis) y el búho real (género Bubo).

### Alimentación
Este zorro busca su alimento solo. Es un omnívoro, y puede comer casi cualquier cosa que se cruce en su camino. En su mayor parte es insectívoro, pero también se alimenta de tubérculos y raíces, mamíferos pequeños, reptiles, huevos y arácnidos.

### Reproducción
Las hembras tienen un periodo de gestación de alrededor de 51 a 53 días, y paren de 2 a 3 cachorros, que nacen con los ojos cerrados; éstos son destetados entre las 6 y 8 semanas de edad. Nacen bajo tierra, donde están protegidos de los depredadores.

## Interacción con humanos
Por cerca de 100 años el zorro de Rüppell fue tratado como una peste; esto fue debido a que depreda sobre las aves de corral y otros animales domésticos en Arabia, incluyendo gallos domésticos, ovejas y cabras jóvenes.

## Conservación
El zorro de Rüppell no tiene un estado de conservación definido, debido a la gran dificultad para calcular su población actual; por tal motivo, en la Lista Roja de la UICN aparece como especie con datos insuficientes.

## Subespecies
Se reconocen cinco subespecies de esta especie:
- Vulpes rueppellii rueppelli
- Vulpes rueppellii caesia
- Vulpes rueppellii cyrenaica
- Vulpes rueppellii sabaea
- Vulpes rueppellii zarudneyi